# Clariana de Cardener
Clariana de Cardener település Spanyolországban, Lleida tartományban. Clariana de Cardener Olius, Navès, Cardona és Riner községekkel határos. Lakosainak száma 161 fő (2024).

## Népesség
A település népessége az utóbbi években az alábbiak szerint változott:
| Lakosok száma | 235  | 383  | 361  | 321  | 317  | 153  | 152  | 140  | 157  | 161  |
|               | 1717 | 1887 | 1936 | 1960 | 1986 | 2004 | 2009 | 2014 | 2019 | 2024 |